# Paul Baron
Paul Baron, all'anagarafe Baron Corentin Camille Andre (Saint-Maur-des-Fossés, 23 maggio 1895 – Saint-Médard-de-Mussidan, 2 novembre 1973), è stato un allenatore di calcio e calciatore francese, di ruolo centrocampista.

## Carriera

### Nazionale
Ha collezionato una presenza con la propria nazionale.

## Statistiche

### Cronologia presenze e reti in nazionale
| Cronologia completa delle presenze e delle reti in nazionale ― Francia | Cronologia completa delle presenze e delle reti in nazionale ― Francia | Cronologia completa delle presenze e delle reti in nazionale ― Francia | Cronologia completa delle presenze e delle reti in nazionale ― Francia | Cronologia completa delle presenze e delle reti in nazionale ― Francia | Cronologia completa delle presenze e delle reti in nazionale ― Francia | Cronologia completa delle presenze e delle reti in nazionale ― Francia | Cronologia completa delle presenze e delle reti in nazionale ― Francia |
| Data                                                                   | Città                                                                  | In casa                                                                | Risultato                                                              | Ospiti                                                                 | Competizione                                                           | Reti                                                                   | Note                                                                   |
| ---------------------------------------------------------------------- | ---------------------------------------------------------------------- | ---------------------------------------------------------------------- | ---------------------------------------------------------------------- | ---------------------------------------------------------------------- | ---------------------------------------------------------------------- | ---------------------------------------------------------------------- | ---------------------------------------------------------------------- |
| 22-4-1923                                                              | Parigi                                                                 | Francia                                                                | 2 – 2                                                                  | Svizzera                                                               | Amichevole                                                             | -                                                                      |                                                                        |
| Totale                                                                 |                                                                        | Presenze                                                               | 1                                                                      |                                                                        | Reti                                                                   | 0                                                                      |                                                                        |

## Palmarès

### Giocatore
- Coppa di Francia: 1

Red Star: 1927-1928

### Allenatore
- Ligue 2: 1

Red Star: 1933-1934
- Coppa di Francia: 2

RC Parigi: 1944-1945, 1948-1949